# Giải bóng đá ngoại hạng Iraq 1982-83
Giải bóng đá ngoại hạng Iraq 1982–83 là mùa giải thứ 9 của giải đấu kể từ khi thành lập năm 1974. Salahaddin giành chức vô địch đầu tiên, trở thành câu lạc bộ thứ 3 kể từ năm 1974 giành chức vô địch mà không thua một trận nào. Họ nâng cúp sau trận hòa 1–1 với á quân Al-Talaba trong vòng cuối cùng. Thành tích của họ là 22 trận, 12 thắng, 10 hòa, 0 thua, ghi 24 bàn, thủng lưới 6 bàn, hiệu số bàn thắng +18 và 34 điểm. Với tư cách vô địch, Hiệp hội bóng đá Iraq chấp nhận họ tham gia giải có tên Giải vô địch Al-Wehdat và đội bóng vô địch.

## Bảng xếp hạng
| Vị thứ | Đội bóng       | St | Đ  |
| 1      | Salahaddin (C) | 22 | 34 |
| 2      | Al-Talaba      | 22 | 33 |
| 3      | Al-Tayaran     | 22 | 29 |
| 4      | Al-Sinaa       | 22 | 25 |
| 5      | Al-Jaish       | 22 | 24 |
| 6      | Al-Shorta      | 22 | 23 |
| 7      | Al-Zawraa      | 22 | 20 |
| 8      | Al-Shabab      | 22 | 19 |
| 9      | Al-Mosul       | 22 | 18 |
| 10     | Al-Amana       | 22 | 17 |
| 11     | Al-Minaa       | 22 | 12 |
| 12     | Al-Tijara      | 22 | 10 |

## Vua phá lưới
| Vị thứ | Cầu thủ       | Bàn thắng | Đội bóng   |
| ------ | ------------- | --------- | ---------- |
| 1      | Hussein Saeed | 17        | Al-Talaba  |
| 2      | Rahim Hameed  | 9         | Al-Talaba  |
| 3      | Inad Abid     | 8         | Salahaddin |
| 3      | Ahmed Radhi   | 8         | Al-Zawraa  |